# Бека Анна Леатерс
Бека Анна Леатерс (англ. Becka Anne Leathers; нар. 19 листопада 1996) — американська борчиня вільного стилю, бронзова призерка чемпіонату світу, дворазова чемпіонка Панамериканських чемпіонатів.

## Життєпис
Боротьбою почала займатися з 2008 року. У 2015 році перемогла на Панамериканському чемпіонаті серед юніорів. Того ж року здобула бронзову медаль чемпіонату світу серед юніорів.
Виступає за борцівський клуб вищої школи Чокто (Оклахома). Тренери — Бенні Колеман (з 2010), Сейко Ямамото (з 2013).
У національній збірній США виступала з 2017 до 2020 року.

## Спортивні результати на міжнародних змаганнях

### Виступи на Чемпіонатах світу
| Змагання                        | Збірна | Вагова категорія          | Місце  |
| ------------------------------- | ------ | ------------------------- | ------ |
| Чемпіонат світу з боротьби 2017 | США    | жіноча боротьба, до 55 кг | Бронза |

### Виступи на Панамериканських чемпіонатах
| Змагання                                   | Збірна | Вагова категорія          | Місце  |
| ------------------------------------------ | ------ | ------------------------- | ------ |
| Панамериканський чемпіонат з боротьби 2017 | США    | жіноча боротьба, до 55 кг | Золото |
| Панамериканський чемпіонат з боротьби 2018 | США    | жіноча боротьба, до 55 кг | Золото |

### Виступи на Кубках світу
| Змагання                    | Збірна | Вагова категорія | Місце |
| --------------------------- | ------ | ---------------- | ----- |
| Кубок світу з боротьби 2018 | США    | команда          | 4     |

### Виступи на інших змаганнях
| Змагання                                   | Збірна | Вагова категорія                 | Місце  |
| ------------------------------------------ | ------ | -------------------------------- | ------ |
| Klippan Lady Open 2014                     | США    | жіноча боротьба, до 58 кг        | 13     |
| Гран-прі Німеччини з боротьби 2014         | США    | жіноча боротьба, до 55 кг        | 5      |
| Austrian Ladies Open 2014                  | США    | жіноча боротьба, до 55 кг        | Срібло |
| Klippan Lady Open 2015                     | США    | жіноча боротьба, до 55 кг        | Бронза |
| Гран-прі Іспанії з боротьби 2015           | США    | жіноча боротьба, до 58 кг        | 13     |
| Гран-прі Іспанії з боротьби 2016           | США    | жіноча боротьба, до 55 кг        | Срібло |
| Міжнародний меморіал Білла Фаррелла 2016   | США    | жіноча боротьба, до 58 кг        | Золото |
| Міжнародний меморіал Дейва Шульца 2017     | США    | жіноча боротьба, до 55 кг        | Золото |
| Klippan Lady Open 2017                     | США    | жіноча боротьба, до 55 кг        | 7      |
| Гран-прі Іспанії з боротьби 2017           | США    | жіноча боротьба, до 55 кг        | Золото |
| Турнір Олександра Медведя 2018             | США    | жіноча боротьба, до 57 кг        | 7      |
| Гран-прі «Іван Яригін» 2019                | США    | жіноча боротьба, до 57 кг        | 10     |
| Grapple at the Garden 2019                 | США    | Multiple Style Event, до LF53 кг | Золото |
| Відкритий чемпіонат Польщі з боротьби 2019 | США    | жіноча боротьба, до 57 кг        | 11     |

### Виступи на змаганнях молодших вікових груп
| Змагання                                                 | Збірна | Вагова категорія          | Місце  |
| -------------------------------------------------------- | ------ | ------------------------- | ------ |
| Чемпіонат світу з боротьби серед кадетів 2013            | США    | жіноча боротьба, до 60 кг | 7      |
| Чемпіонат світу з боротьби серед юніорів 2014            | США    | жіноча боротьба, до 55 кг | 8      |
| Панамериканський чемпіонат з боротьби серед юніорів 2015 | США    | жіноча боротьба, до 55 кг | Золото |
| Чемпіонат світу з боротьби серед юніорів 2015            | США    | жіноча боротьба, до 55 кг | Бронза |
| Чемпіонат світу з боротьби серед молоді 2018             | США    | жіноча боротьба, до 57 кг | 8      |